# Cruelty and the Beast
Cruelty and the Beast är Cradle of Filths tredje studioalbum, utgivet 1998. Detta konceptalbum är baserat på grevinnan Elisabeth Bathory liv. 
På specialutgåvan, som är utformad som ett keltiskt kors, återfinns även bonuslåtarna "Lustmord And Wargasm (The Relicking of Cadaverous Wounds)" (remix), "Hallowed Be Thy Name" (Iron Maiden-cover), "Sodomy and Lust" (Sodom-cover), "Black Metal" (Venom-cover) samt "Twisting Further Nails" (remix).

## Låtlista
All sångtext är skriven av Dani Filth, alla låtar är komponerade av Cradle of Filth (Filth, Stuart Anstis, Gian Pyres, Robin Eaglestone, Les Smith och Nicholas Barker).
| Nr  | Titel | Längd |
| --- | --- | ----- |
| 1.  | "Once Upon Atrocity" (instrumental)                                                                        | 1:43  |
| 2.  | "Thirteen Autumns and a Widow"                                                                             | 7:14  |
| 3.  | "Cruelty Brought Thee Orchids"                                                                             | 7:18  |
| 4.  | "Beneath the Howling Stars"                                                                                | 7:42  |
| 5.  | "Venus in Fear" (instrumental)                                                                             | 2:20  |
| 6.  | "Desire in Violent Overture"                                                                               | 4:16  |
| 7.  | "The Twisted Nails of Faith"                                                                               | 6:50  |
| 8.  | "Bathory Aria" 1. "Benighted Like Usher" 2. "A Murder of Ravens in Fugue" 3. "Eyes That Witnessed Madness" | 11:02 |
| 9.  | "Portrait of the Dead Countess" (instrumental)                                                             | 2:52  |
| 10. | "Lustmord and Wargasm (The Lick of Carnivorous Winds)"                                                     | 7:30  |

| 1.  | "Once Upon Atrocity" (instrumental)                                                                        | 1:43  |
| 2.  | "Thirteen Autumns and a Widow"                                                                             | 7:14  |
| 3.  | "Cruelty Brought Thee Orchids"                                                                             | 7:18  |
| 4.  | "Beneath the Howling Stars"                                                                                | 7:42  |
| 5.  | "Venus in Fear" (instrumental)                                                                             | 2:20  |
| 6.  | "Desire in Violent Overture"                                                                               | 4:16  |
| 7.  | "The Twisted Nails of Faith"                                                                               | 6:51  |
| 8.  | "Bathory Aria" 1. "Benighted Like Usher" 2. "A Murder of Ravens in Fugue" 3. "Eyes That Witnessed Madness" | 11:02 |
| 9.  | "Lustmord and Wargasm (The Relicking of Cadaverous Wounds)"                                                | 7:48  |
| 10. | "Black Metal" (Venom-cover)                                                                                | 3:22  |
| 11. | "Hallowed Be Thy Name (Shallow Be My Grave)" (Iron Maiden-cover)                                           | 7:07  |
| 12. | "Sodomy and Lust" (Sodom-cover)                                                                            | 4:44  |
| 13. | "Twisting Further Nails (The Cruci-Fiction Mix)"                                                           | 5:32  |

| 1. | "Lustmord and Wargasm (The Relicking of Cadaverous Wounds)"      | 7:58 |
| 2. | "Black Metal" (Venom-cover)                                      | 3:27 |
| 3. | "Hallowed Be Thy Name (Shallow Be My Grave)" (Iron Maiden-cover) | 7:10 |
| 4. | "Sodomy & Lust" (Sodom-cover)                                    | 4:47 |
| 5. | "Twisting Further Nails (The Cruci-Fiction Mix)"                 | 5:33 |

## Medverkande
- Dani Filth – sång
- Stuart Anstis – gitarr
- Gian Pyres – gitarr
- Robin Graves – elbas
- Lecter – keyboard
- Nicholas Barker – trummor
- Sarah Jezebel Deva – bakgrundssång